# Æ
Æ (minuskula: æ), grafem. Nastao je od slova a i e i prvotno je bio ligatura koja je predstavljala latinski dvoglas ae. Samostalno je slovo u abecedama jezika poput danskog, norveškog, islandskog i ferojskog. U staroengleskoj latinici zvao se æsc (ash tree, hrv. jasen) prema anglosaskoj runi ansuzu (ᚫ,   ) koju je transliterirala. Tradicijsko ime u engleskom i danas je ash (IPA: |æ|ʃ ). Također je bila u uporabi u starošvedskom prije nego što ju je nadomjestilo slovo ä. Danas međunarodna fonetska abeceda koristi za predstaviti kratki glas "a". Inačice su Ǣ ǣ Ǽ ǽ æ̀.
U suvremenoj francuskoj abecedi æ se koristi za izricanje latinskih i grčkih posuđenica kao tænia i ex æquo. Osetski jezik također ima to slovo u latinici kojom se služio od 1923. do 1938., ali nakon toga i u svojoj ćirilici koristili su identično slovo. Izgovara se kao srednji središnji samoglasnik šva. U službenom je pravopisu čileanskog jezika qawasqara te u fuegianskoj domorodačkoj skupini jezika s Ognjene zemlje u jeziku yagánu. 